# Siegfried von Clary-Aldringen
Pour les autres membres de la famille, voir Clary-Aldringen.
Le prince Siegfried (Franz Johann Carl) von Clary und Aldringen (14 octobre 1848 – 11 février 1929) est l'un des principaux diplomate austro-hongrois de la Belle Époque. 

## Biographie

### Noble austro-hongrois
Siegried nait au château familial de Teplitz (auj. Teplice) le 14 octobre 1848. Il est issu d'une des plus grandes familles de la noblesse austro-hongroise, les Clary-Aldringen. Ses parents sont le prince Edmund Moritz et la princesse Elisabeth-Alexandrine von Clary-und-Aldringen, (née comtesse de Ficquelmont). Son jeune frère, Manfred (1852–1928), est un homme d'État de tout premier rang, exerçant comme ministre-président de l'Empire en 1899. Pur produit de la haute aristocratie autrichienne, Siegfried épouse en 1885 à Vienne la comtesse Thérèse Kinsky von Wchinitz und Tettau, elle-même issue de l'une des plus puissantes familles de la noblesse austro-hongroise. Le couple aura trois enfants.

### Diplomate austro-hongrois
Le prince, alors encore comte von Clary-Aldringen, intègre le ministère des Affaires étrangères austro-hongrois en 1873, suivant les traces de son grand-père, le comte Charles-Louis de Ficquelmont. Il sert d'abord comme ambassadeur par intérim à Paris et Saint-Pétersbourg. 

#### En Allemagne
En 1897, il est nommé ministre plénipotentiaire de l'Empire austro-hongrois auprès de la Cour de Wurtemberg à Stuttgart, succédant au futur ministre des Affaires étrangères Burián von Rajecz. En 1899, il est nommé auprès de la cour de Saxe à  Dresde, il aura donc servit dans deux des trois missions diplomatique entretenues par l'Autriche en Allemagne hors de Berlin (la troisième étant auprès de la cour de Bavière à Munich). Bien que ces missions aient été principalement maintenues par tradition (notamment familiale: deux des tantes de l'empereur François-Joseph sont reines de Saxe (Amélie et Marie), une autre reine de Wurtemberg (Caroline-Augusta) et sa propre mère étant née princesse royale de Bavière), elles revêtent une importance symbolique de tout premier ordre. Les postes d'ambassadeurs y étaient extrêmement prestigieux et les conditions brillantes, particulièrement à l'ambassade de Dresde, qui est toujours attribuée à des favoris de l'empereur François-Joseph

#### En Belgique
En décembre 1902, Siegfried est nommé auprès de la cour de Belgique à Bruxelles, poste rendu stratégique par la position du royaume et l'alliance dynastique entre les Habsbourg et les Cobourg (Maximilien d'Autriche ayant épousé Charlotte de Belgique en 1857, union dont la destinée fut tragique). Le prince Siegfried y reste en poste onze ans durant jusqu'au déclenchement de la Première Guerre mondiale en 1914, c'est donc à lui que revient la mission de délivrer la déclaration de guerre le 28 août. Doyen du corps diplomatique à Bruxelles, il y est unanimement apprécié, devenant extrêmement populaire et influent. En quittant la Belgique, il doit remettre la légation autrichienne à l'ambassadeur américain Brand Whitlock. Siegfried ne joue plus aucun rôle durant la guerre.
En mars 1920, il devient le sixième Prince von Clary-und-Aldringen à la mort de son frère aîné et s'installe dans les domaines familiaux de Bohême. Il décède au château de Teplitz le 11 février 1929.